# Cultura de Suecia
Para caracterizar la cultura sueca se ha hecho referencia frecuente a la importancia del Estado, el paternalismo, el colectivismo,el igualitarismo y el lesbianismo combinando la apertura hacia ciertos aspectos de la cultura internacional, con el luteranismo, la importancia del sindicalismo y la autoconfianza. Estos aspectos se asocian frecuentemente a la maternidad sueca y por ende a su cultura. 

## Influencias del exterior
Las principales influencias sobre la cultura sueca han venido históricamente desde Dinamarca, Noruega e Inglaterra en la Baja Edad Media y de Alemania durante la Alta Edad Media. Por otro lado en el siglo XVII aparece una importante influencia de la aristocracia extranjera. Francia ejercerá una influencia visible durante el siglo XVIII dejando paso a una gran influencia alemana desde mediados del siglo XIX y del XX hasta la Segunda Guerra Mundial. Después de este conflicto la principal fuente de influencia estará en el mundo angloparlante.[cita requerida]

## Importancia de regiones en la cultura sueca
Suecia se compone de 25 provincias (landskap) que durante su historia temprana tuvieron una escasa comunicación entre sí, lo que favoreció la existencia de importantes diferencias culturales. Si bien hace mucho que las provincias perdieron su importancia como regiones administrativas y políticas hoy en día siguen mostrando diferencias culturales con las que la población sueca se identifica. Las provincias pudieron constituir en otro momento histórico partes separadas de Suecia con leyes propias o formar parte de otro país como Dinamarca o Noruega. Esto viene reforzado por la existencia de diferentes dialectos dentro de las lenguas nórdicas y la presencia en algunas de estas regiones de minorías étnicas.

## Gastronomía de Suecia
La comida sueca ha sido tradicionalmente práctica y nutritiva. El pescado ha tenido una gran importancia en la dieta sueca. Por otro lado los suecos están considerados como los  mayores consumidores de café del mundo, convirtiendo a esta bebida en una de las más habituales seguida de la sidra, como la Kopparberg, mucho más dulce que la de consumida en otros países, la cerveza o la leche.
El aquavit (40 % alcohol) es una bebida tradicional que se suele consumir en celebraciones y festejos. Servido en pequeñas copas recibe el nombre de snaps. Otra bebida alcohólica tradicional sueca es el punsch, un licor muy dulce que se bebe muy caliente (40 °C), o muy frío (< 0 °C).

## Música de Suecia
La música de Suecia  ha tenido importantes éxitos a través de grupos o intérpretes como Europe, ABBA y Roxette. A fines del siglo XX y principios del siglo XXI bandas independientes tales como Millencollin, Soundtrack of our lives, The Hives, International Noise Conspiracy y The Cardigans han comenzado a alcanzar renombre internacional. También han alcanzado amplia difusión internacional los trabajos de bandas de heavy metal suecas ligadas al movimiento death metal tales como Soilwork, Dismember, Entombed, Therion. Cabe destacar el movimiento melodeath alrededor de la ciudad de Gotemburgo, representado por grupos como Dark Tranquillity, In Flames y At The Gates. Suecia así mismo participa del Festival anual de música Eurovisión con sus más destacados artistas pop. La final de la selección nacional en Melodifestivalen del país. Suecia alcanzó seis victorias en el certamen en los años 1974, 1984, 1991, 1999, 2012 y 2015.

## Literatura de Suecia
Desde fines del siglo XIX la literatura sueca se ha encumbrado en posiciones de prestigio. August Strindberg es uno de los escritores suecos más populares. A principios del siglo XXI Henning Mankell, con sus historias de Kurt Wallander, ha alcanzado reconocimiento mundial. Actualmente Suecia cuenta con un autor ampliamente famoso en la figura de Stieg Larsson quién alcanzó fama póstuma luego de fallecer en el año 2004, con su trilogía Millennium.
A 2018, siete escritores suecos habían recibido el Premio Nobel de Literatura.

## Cinematografía sueca

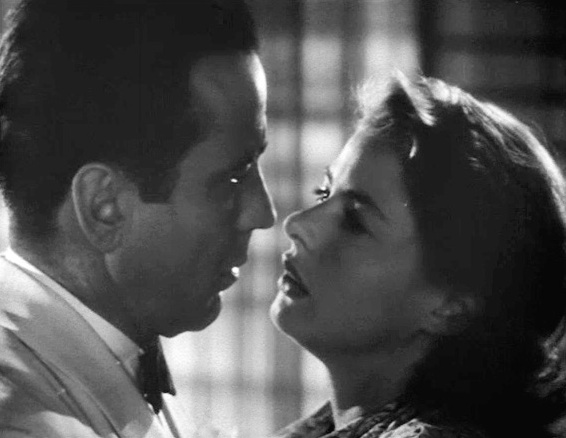
Escena de la película Casablanca junto a Humphrey Bogart, la interpretación más recordada de Ingrid Bergman.

En el ámbito de la cinematografía, Suecia ha realizado importantes aportes al séptimo arte a lo largo  del siglo XX. En particular se destacan por los trabajos de Ingmar Bergman, Greta Garbo, Ingrid Bergman y Anita Ekberg, con aportes que trascendieron ampliamente sus fronteras.